# Campeonato Africano de Ginástica Artística de 2023
O Campeonato Africano de Ginástica Artística de 2023 será a 17ª iteração do evento. Está programado para acontecer de 26 a 27 de maio em Pretória, África do Sul. A competição é organizada pela Federação Sul-Africana de Ginástica e aprovada pela Federação Internacional de Ginástica e servirá como qualificação para o Campeonato Mundial de 2023.

## Medalhistas
| Evento           | Ouro                                                                                                | Prata | Bronze                                                                               |
| ---------------- | --------------------------------------------------------------------------------------------------- | --- | ------------------------------------------------------------------------------------ |
| Masculino        | | |                                                                                      |
| Equipes          | Egito · Omar Mohamed · Ahmed Abdelrahman · Zaid Khater · Mohamed Afify · Abdelrahman Abdelhaleem    | Argélia · Hillal Metidji · H'Mida Djaber · Houssem Eddine Hamadouche · Bilal Bellaoui · Ahmed Riadh Aliouat | Marrocos · Abderrazak Nasser · Hamza Houssaini · Achraf Quistas · Abdelaziz Essamyri |
| Individual geral | Omar Mohamed                                                                                        | Mohamed Afify                                                                                               | Hillal Metidji                                                                       |
| Feminino         | | |                                                                                      |
| Equipes          | África do Sul · Caleigh Anders · Naveen Daries · Shante Koti · Garcelle Napier · Caitlin Rooskrantz | Egito · Jana Abdelsalam · Nada Awad · Sandra Elsadek · Jana Mahmoud · Nancy Taman                           | Argélia · Sihem Hamidi · Kaylia Nemour · Malek Rezagui · Lahna Salem · Chama Temmami |
| Individual geral | Kaylia Nemour                                                                                       | Caitlin Rooskrantz                                                                                          | Jana Abdelsalam                                                                      |

## Quadro de medalhas

### Geral
*   país anfitrião (África do Sul)
| Pos.               | País               | Ouro | Prata | Bronze | Total |
| ------------------ | ------------------ | ---- | ----- | ------ | ----- |
| 1                  | Egito              | 2    | 2     | 1      | 5     |
| 2                  | Argélia            | 1    | 1     | 2      | 4     |
| 3                  | África do Sul      | 1    | 1     | 0      | 2     |
| 4                  | Marrocos           | 0    | 0     | 1      | 1     |
| Total (4 entradas) | Total (4 entradas) | 4    | 4     | 4      | 12    |

### Masculino
*   país anfitrião (África do Sul)
| Pos.               | País               | Ouro | Prata | Bronze | Total |
| ------------------ | ------------------ | ---- | ----- | ------ | ----- |
| 1                  | Egito              | 2    | 1     | 0      | 3     |
| 2                  | Argélia            | 0    | 1     | 1      | 2     |
| 3                  | Marrocos           | 0    | 0     | 1      | 1     |
| Total (3 entradas) | Total (3 entradas) | 2    | 2     | 2      | 6     |

### Feminino
*   país anfitrião (África do Sul)
| Pos.               | País               | Ouro | Prata | Bronze | Total |
| ------------------ | ------------------ | ---- | ----- | ------ | ----- |
| 1                  | África do Sul      | 1    | 1     | 0      | 2     |
| 2                  | Argélia            | 1    | 0     | 1      | 2     |
| 3                  | Egito              | 0    | 1     | 1      | 2     |
| Total (3 entradas) | Total (3 entradas) | 2    | 2     | 2      | 6     |

## Qualificação para o Campeonato Mundial
A melhor equipe masculina e equipe feminina qualificam uma equipe completa para o Campeonato Mundial de 2023 em Antuérpia, Bélgica. No feminino, a África do Sul classificou uma equipe completa. Além disso, Kaylia Nemour (Argélia), Jana Abdelsalam (Egito), Sandra Elsaldek (Egito) e Lahna Salem (Argélia) ganharam vagas individuais. No masculino, o Egito classificou uma equipe completa. Além disso, Hillal Metidji (Argélia) e Hamza Hossaini (Marrocos) ganharam vagas individuais.